# Filmes de 1943 da Republic Pictures

## Introdução
Em 1943, a Republic Pictures lançou 62 produções.
Dessas, Drums of Fu Manchu é a versão condensada do seriado do mesmo nome, de 1940. Outra condensação é The Fighting Devil Dogs, do seriado homônimo, de 1938.
No clássico Secret Service in Darkest Africa, um dos quatro novos seriados apresentados ao público, Rod Cameron atua novamente como Rex Bennett, que ele já interpretara em G-Men vs. the Black Dragon, lançado no mesmo ano. Esta é a única vez que um personagem original aparece em mais de um seriado da Republic.
Com Riders of the Rio Grande chegou ao fim a série de faroestes B The Three Mesquiteers. Foram 51 aventuras, sendo as três primeiras realizadas em 1936.
O faroeste In Old Oklahoma e o musical Hit Parade of 1943 foram lembrados pelo Oscar, com duas indicações cada, mas apenas o Departamento de Som foi premiado com uma Menção Honrosa, a terceira consecutiva.

## Prêmios Oscar
16.ª cerimônia, com os filmes exibidos em Los Angeles no ano de 1943.
| Filme              | Indicações                                                             | Premiações |
| ------------------ | ---------------------------------------------------------------------- | ---------- |
| Hit Parade of 1943 | Melhor Trilha Sonora (filme musical) Melhor Canção Original            | ---        |
| In Old Oklahoma    | Melhor Mixagem de Som Melhor Trilha Sonora (filme dramático ou comédia | ---        |

### Prêmios Especiais ou Técnicos
- Daniel J. Bloomberg e o Departamento de Som da Republic Pictures: Prêmio Científico ou Técnico (Classe III - Certificado de Menção Honrosa), "pelo projeto e desenvolvimento de um método barato para trabalhar com reproduções de amplificadores simétricos Classe B".[2]

## Seriados do ano
| Título original                  | Título PT/BR            | Título PT/PT                     | Astro           | Diretor                | Episódios | Gênero   |
| -------------------------------- | ----------------------- | -------------------------------- | --------------- | ---------------------- | --------- | -------- |
| Daredevils of the West           | A Tribo Misteriosa      | Os Demónios da Caverna Sangrenta | Allan Lane      | John English           | 12        | Faroeste |
| G-Men vs. the Black Dragon       | Dragão Negro            | O Dragão Negro                   | Rod Cameron     | William Witney         | 15        | Aventura |
| The Masked Marvel                | O Maravilhoso Mascarado | Marvel, O Maravilhoso Mascarado  | William Forrest | Spencer Gordon Bennett | 12        | Policial |
| Secret Service in Darkest Africa | A Adaga de Salomão      | Gestapo, Espionagem Maldita      | Rod Cameron     | Spencer Gordon Bennett | 15        | Aventura |

## Filmes do ano
| Título original             | Título PT/BR                  | Título PT/PT                 | Astros                           | Diretor                      | Gênero     |
| --------------------------- | ----------------------------- | ---------------------------- | -------------------------------- | ---------------------------- | ---------- |
| The Alibi                   |                               |                              | Margaret Lockwood, Hugh Sinclair | Brian Desmond Hurst          | Mistério   |
| At Dawn We Die              | Morreremos ao Amanhecer       |                              | John Clements, Godfrey Tearle    | George King                  | Espionagem |
| Beyond the Last Frontier    |                               |                              | Eddie Dew, Smiley Burnette       | Howard Bretherton            | Faroeste   |
| The Black Hills Express     |                               |                              | Don 'Red' Barry, Wally Vernon    | John English                 | Faroeste   |
| The Blocked Trail           | O Caminho Bloqueado           |                              | Bob Steele, Tom Tyler            | Elmer Clifton                | Faroeste   |
| Bordertown Gunfighters      | Bandoleiros da Fronteira      |                              | Bill Elliott, Gabby Hayes        | Howard Bretherton            | Faroeste   |
| California Joe              |                               |                              | Don 'Red' Barry, Wally Vernon    | Spencer Gordon Bennet        | Faroeste   |
| Calling Wild Bill Elliott   | Tirania Sertaneja             |                              | Bill Elliott, Gabby Hayes        | Spencer Gordon Bennett       | Faroeste   |
| Canyon City                 |                               |                              | Don 'Red Barry, Wally Vernon     | Spencer Gordon Bennett       | Faroeste   |
| Carson City Cyclone         |                               |                              | Don 'Red' Barry, Lynn Merrick    | Howard Bretherton            | Faroeste   |
| Chatterbox                  | O Charlatão                   | As Aventuras de Dois Malucos | Joe E. Brown, Judy Canova        | Joseph Santley               | Comédia    |
| Days of Old Cheyenne        |                               |                              | Don 'Red' Barry, Lynn Merrick    | Elmer Clifton                | Faroeste   |
| Dead Man's Gulch            |                               |                              | Don 'Red' Barry, Lynn Merrick    | John English                 | Faroeste   |
| Death Valley Manhunt        | O Vale do Caçador             |                              | Bill Elliott, Gabby Hayes        | John English                 | Faroeste   |
| Deerslayer                  |                               |                              | Bruce Kellogg, Jean Parker       | Lew Landers                  | Faroeste   |
| Drums of Fu Manchu          | Os Tambores de Fu Manchu      | Os Tambores de Fu Manchu     | Henry Brandon, William Royle     | John English, William Witney | Aventura   |
| False Faces                 | Caras Falsas                  | Caras Falsas                 | Stanley Ridges, Bill Henry       | George Sherman               | Mistério   |
| The Fighting Devil Dogs     | Demônios em Luta              |                              | Lee Powel, Herman Brix           | John English, William Witney | Aventura   |
| Fugitive from Sonora        | Irmão Infame                  |                              | Don 'Red' Barry, Wally Vernon    | Howard Bretherton            | Faroeste   |
| A Gentle Gangster           | Gangster Manso                | Gangster Cavalheiro          | Barton MacLane, Molly Lamont     | Phil Rosen                   | Comédia    |
| Headin' for God's Country   | Horizontes Brancos            | As Neves Cobrem-se de Sangue | William Lundigan, Virginia Dale  | William Morgan               | Ação       |
| Here Comes Elmer            |                               |                              | Al Pierce, Dale Evans            | Joseph Santley               | Musical    |
| Hit Parade of 1943          | Nasce o Amor                  | Melodias Fantásticas         | John Carroll, Susan Hayward      | Albert S. Rogell             | Musical    |
| Hoosier Holiday             | Escondido de Papai            |                              | George Ray, Dale Evans           | Frank McDonald               | Musical    |
| Idaho                       | A Leoa do Oeste               | Desafiando a Morte a Cantar  | Roy Rogers, Smiley Burnette      | Joseph Kane                  | Faroeste   |
| In Old Oklahoma             | Quando a Mulher Se Atreve     | Fúria Ardente                | John Wayne, Martha Scott         | Albert S. Rogell             | Faroeste   |
| King of the Cowboys         | Missão Perigosa               | O Rei dos Cow-Boys           | Roy Rogers, Smiley Burnette      | Joseph Kane                  | Faroeste   |
| London Blackout Murders     |                               | O Seu Destino É Matar        | John Abbott, Mary McLeod         | George Sherman               | Suspense   |
| Man from Music Mountain     |                               |                              | Roy Rogers, Ruth Terry           | Joseph Kane                  | Faroeste   |
| The Man from the Rio Grande |                               |                              | Don 'Red' Barry, Wally Vernon    | Howard Bretherton            | Faroeste   |
| The Man from Thunder River  | A Caminho do Patíbulo         |                              | Bill Elliott, Gabby Hayes        | John English                 | Faroeste   |
| The Mantrap                 | O Mistério da Família Berwick | A Morte Espreita na Sombra   | Henry Stephenson, Lloyd Corrigan | George Sherman               | Mistério   |
| Mountain Rhythm             |                               |                              | Leon Weaver, Frank Weaver        | Frank McDonald               | Comédia    |
| Mystery Broadcast           |                               |                              | Frank Albertson, Ruth Terry      | George Sherman               | Mistério   |
| Nobody's Darling            | Órfãos da Fama                |                              | Louis Calhern, Gladys George     | Anthony Mann                 | Musical    |
| O, My Darling Clementine    |                               |                              | Harry Cheshire, Isabel Randolph  | Frank McDonald               | Musical    |
| Overland Mail Robbery       | Crime Inútil                  |                              | Bill Elliott, Gabby Hayes        | John English                 | Faroeste   |
| Pistol Packin' Mama         | Valentona Alegre              |                              | Ruth Terry, Robert Livingston    | Frank Woodruff               | Musical    |
| The Purple V                | O V Acusador                  |                              | John Archer, Mary McLeod         | George Sherman               | Guerra     |
| Raiders of Sunset Pass      |                               |                              | Eddie Dew, Smiley Burnette       | John English                 | Faroeste   |
| Riders of the Rio Grande    |                               |                              | Bob Steele, Tom Tyler            | Howard Bretherton            | Faroeste   |
| The Saint Meets the Tiger   | O Santo Encontra o Tigre      |                              | Hugh Sinclair, Jean Gillie       | Paul L. Stein                | Mistério   |
| Santa Fe Scouts             |                               |                              | Bob Steele, Tom Tyler            | Howard Bretherton            | Faroeste   |
| A Scream in the Dark        | Um Grito no Escuro            |                              | Robert Lowery, Marie McDonald    | George Sherman               | Mistério   |
| Shantytown                  | Lágrimas e Sorrisos           |                              | Mary Lee, John Archer            | Joseph Santley               | Drama      |
| Silver Spurs                | Caminho Trágico               |                              | Roy Rogers, Smiley Burnette      | Joseph Kane                  | Faroeste   |
| Sleepy Lagoon               |                               | Bandidos, Mulheres e Jogo    | Judy Canova, Dennis Day          | Joseph Santley               | Musical    |
| Someone to Remember         | Doce Lembrança                | Ansiedade Mortal             | Mabel Paige, Harry Shannon       | Robert Siodmak               | Drama      |
| Song of Texas               | Aposta Afortunada             |                              | Roy Rogers, Sheila Ryan          | Joseph Kane                  | Faroeste   |
| Swing Your Partner          | Patroa Tirânica               | Afinal... Era a Patroa!      | Roger Clark, Esther Dale         | Frank McDonald               | Musical    |
| Tahiti Honey                | O Noivo de Suzette            | Noivo Imaginário             | Simone Simon, Dennis O'Keefe     | John H. Auer                 | Musical    |
| Thumbs Up                   |                               |                              | Brenda Joyce, Richard Fraser     | Joseph Santley               | Musical    |
| Thundering Trails           | Vereda Solitária              |                              | Bob Steele, Tom Tyler            | John English                 | Faroeste   |
| Wagon Tracks West           | O Médico Índio                |                              | Bill Elliott, Gabby Hayes        | Howard Bretherton            | Faroeste   |
| The West Side Kid           |                               |                              | Don 'Red' Barry, Henry Hull      | George Sherman               | Drama      |
| Whispering Footsteps        | Passos Pecadores              |                              | John Hubbard, Rita Quigley       | Howard Bretherton            | Suspense   |

## Outros
| Título                            | Narração      | Elenco       | Diretor | Gênero              |
| --------------------------------- | ------------- | ------------ | ------- | ------------------- |
| Army 220A - Cavalry Rifle Platoon | Gayne Whitman | --           | --      | Treinamento Militar |
| Army 828 - First Aid              | Gayne Whitman | Keene Duncan | --      | Treinamento Militar |